# Museum of Contemporary Art (North Miami)
Il Museum of Contemporary Art (MoCA) è una galleria d'arte situata al centro di North Miami (Florida).
Il museo è stato aperto nel febbraio 1996 ed offre sia esibizioni temporanee che la sua collezione permanente. La struttura di 2,100 m2 fu disegnata dallo studio di architettura Gwathmey Siegel & Associates Architects di New York, che ha collaborato con la società di Miami di Gelabert-Navia per realizzare l'edificio.